# 17473 Freddiemercury
17473 Freddiemercury este un asteroid din centura principală.

## Descoperirea asteroidului
A fost descoperit la 21 martie 1991 de către astronomul belgian Henri Debehogne la Observatorul La Silla, din Chile, al Observatorului European Austral.

## Denumirea asteroidului
Denumirea provizorie (principală) a asteroidului era 1991 FM3. Fiind observat prima oară la 9 noiembrie 1982, primise și denumirea provizorie 1982 VC9. A primit și denumirea provizorie 1999 JE127, la redescoperirea sa în 1999, înainte să fie identificat ca 1991 FM3.
La 4 septembrie 2016, a primit denumirea 17473 Freddiemercury, în onoarea lui Freddie Mercury (decedat în anul descoperirii asteroidului, 1991), anunțul fiind făcut a doua zi, cu ocazia celei de-a 70-a aniversări a zilei de naștere a cântărețului din grupul Queen. Citatul de numire este următorul:
„Freddie Mercury (Farrokh Bulsara, 1946-1991) a fost un compozitor britanic și cântărețul principal al legendarului grup rock Queen. Sunetul său distinctiv și marea sa amplitudine vocală erau „hallmarks” ale stilului său de „performanță”, și este considerat ca fiind unul dintre cei mai mari cântăreți de rock ai tuturor timpurilor.”
 · .

## Caracteristici
17473 Freddiemercury este un asteroid cu diametrul între 3 și 4 km. Prezintă o orbită caracterizată de o semiaxă majoră egală cu 2,3890209 u.a.  și de o excentricitate de 0,1561526, înclinată cu 0,91385°, în raport cu ecliptica.